# Rapunzel – Die Serie
Rapunzel – Die Serie / Rapunzel: Die Serie – Eine magische Reise (Originaltitel: Tangled: The Series, später auch Rapunzel‘s Tangled Adventure) ist eine US-amerikanische Zeichentrickserie. Sie ist ein Ableger des Computeranimationsfilms Rapunzel – Neu verföhnt.

## Handlung
Die Handlung der Serie knüpft an den Fernsehfilm Tangled: Before Ever After an, der in Deutschland unter dem Titel Rapunzel: Für immer verföhnt ausgestrahlt wurde. Rapunzel, Eugene und ihre Freunde müssen zahlreiche Abenteuer bestreiten. Unter anderem bekommen sie es mit dem jungen Alchemisten Varian, seltsamen klingenartigen Steinen und dem Dämon Zhan Tiri zu tun.

## Synchronisation
Die deutsche Synchronisation entstand nach einem Dialogbuch und unter der Dialogregie von Nana Spier und Julia Stoepel im Auftrag der SDI Media Germany GmbH, Berlin. Die Bearbeitung der Liedtexte erfolgte durch Nina Schneider. Die musikalischen Aufnahmen und Bearbeitungen fanden unter der Leitung von Thomas Amper statt, in Staffel 3 übernahm auch Amper die Bearbeitung der Liedtexte. Den Titelsong singt Marie-Sophie Keßler. 
| Rollen                         | Englische Sprecher    | Deutsche Sprecher                                                                                              |
| ------------------------------ | --------------------- | --- |
| Rapunzel                       | Mandy Moore           | Lina Rabea Mohr (Sprache) Pia Allgaier (Gesang)                                                                |
| Eugene Fitzherbert/Flynn Rider | Zachary Levi          | Tobias Schmidt (Sprache) Manuel Straube (Gesang) Patrick Roche (Gesang S01E21) Thomas Amper (Gesang S02E01/02) |
| Cassandra                      | Eden Espinosa         | Jana Kozewa (Sprache) Ricarda Kinnen (Gesang)                                                                  |
| König Frederic                 | Clancy Brown          | Wolfgang Wagner (Sprache) Thomas Amper (Gesang)                                                                |
| Königin Arianna                | Julie Bowen           | Gundi Eberhard                                                                                                 |
| Stummel                        | Paul F. Tompkins      | Uli Krohm (1. Stimme) Stefan Gossler (2. Stimme)                                                               |
| Lance Strongbow                | James Monroe Iglehart | Matti Klemm |
| Hakenfuß                       | Jeff Ross             | Christian Gaul (Sprache) Thomas Amper (Gesang)                                                                 |
| Captain der Wache              | M. C. Gainey          | Jörg Hengstler                                                                                                 |
| Pete                           | Sean Hayes            | Philipp Lind                                                                                                   |
| Stan                           | Diedrich Bader        | Stefan Staudinger                                                                                              |
| Attila                         | Steve Blum            | Uve Teschner                                                                                                   |
| Onkel Monty                    | Richard Kind          | Michael Pan |
| Varian                         | Jeremy Jordan         | Hannes Maurer (Sprache) Ron Van Lankeren (Gesang)                                                              |
| Kiera (Wüterich)               | Vivian Vencer         | Emily Gilbert                                                                                                  |
| Catalina (Karotte)             | Ruby Jay              | |
| Adira                          | Kelly Hu              | Lydia Morgenstern                                                                                              |
| Hector                         | Kim Coates            | Tobias Kluckert                                                                                                |
| König Edmund                   | Bruce Campbell        | Erich Räuker                                                                                                   |
| Gothel                         | Donna Murphy          | Monica Bielenstein                                                                                             |
| Zhan Tiri                      | Jennifer Veal         | Friedel Morgenstern                                                                                            |

## Episodenliste

### Staffel 1
| Nr. (ges). | Nr. (St) | Originaltitel              | Deutscher Titel                  | Erstausstrahlung USA | Deutschsprachige Erstausstrahlung |
| ---------- | -------- | -------------------------- | -------------------------------- | -------------------- | --------------------------------- |
| 1          | 1        | What the Hair!?            | Zum Haare raufen                 | 24. März 2017        | 9. Okt. 2017                      |
| 2          | 2        | Rapunzel's Enemy           | Rapunzels Feind                  | 31. März 2017        | 10. Okt. 2017                     |
| 3          | 3        | Fitzherbert P.I.           | Ausbilder Fitzherbert            | 7. Apr. 2017         | 11. Okt 2017                      |
| 4          | 4        | Challenge of the Brave     | Der Wettstreit der Mutigen       | 14. Apr. 2017        | 12. Okt. 2017                     |
| 5          | 5        | Cassandra v. Eugene        | Cassandra gegen Eugene           | 21. Apr. 2017        | 13. Okt. 2017                     |
| 6          | 6        | The Return of Strongbow    | Besuch von alten Freunden        | 28. Apr. 2017        | 16. Okt. 2017                     |
| 7          | 7        | In Like Flynn              | Meisterdiebe                     | 23. Juli 2017        | 17. Okt. 2017                     |
| 8          | 8        | Great Expotations          | Der große Tag der Wissenschaft   | 30. Juli 2017        | 18. Okt. 2017                     |
| 9          | 9        | Under Raps                 | Blind vor Liebe                  | 6. Aug. 2017         | 19. Okt. 2017                     |
| 10         | 10       | One Angry Princess         | Die wütende Prinzessin           | 13. Aug. 2017        | 20. Okt. 2017                     |
| 11         | 11       | Pascal's Story             | Pascals Geschichte               | 20. Aug. 2017        | 23. Okt. 2017                     |
| 12         | 12       | Big Brothers of Corona     | Ehrlich währt am längsten        | 1. Okt. 2017         | 24. Okt. 2017                     |
| 13         | 13       | The Wrath of Ruthless Ruth | Geisterbesuch                    | 8. Okt. 2017         | 25. Okt. 2017                     |
| 14         | 14       | Max's Enemy                | Der Feind in meinem Stall        | 15. Okt. 2017        | 17. März 2018                     |
| 15         | 15       | The Way of the Willow      | Familienbande                    | 22. Okt. 2017        | 18. März 2018                     |
| 16         | 16       | Queen for a Day            | Königin für einen Tag            | 19. Nov. 2017        | 10. Dez. 2017                     |
| 17         | 17       | Painter's Block            | Die Malklasse                    | 25. Nov. 2017        | 24. März 2018                     |
| 18         | 18       | Not in the Mood            | Nicht in Stimmung                | 2. Dez. 2017         | 25. März 2018                     |
| 19         | 19       | The Quest for Varian       | Wo ist Varian?                   | 9. Dez. 2017         | 31. März 2018                     |
| 20         | 20       | The Alchemist Returns      | Die Rückkehr des Alchemisten     | 16. Dez. 2017        | 1. Apr. 2018                      |
| 21         | 21       | Secret of the Sundrop      | Das Geheimnis des Sonnentropfens | 13. Jan. 2018        | 2. Apr. 2018                      |

### Staffel 2
| Nr. (ges.) | Nr. (St.) | Originaltitel                              | Deutscher Titel                          | Erstausstrahlung USA | Deutschsprachige Erstausstrahlung           |
| ---------- | --------- | ------------------------------------------ | ---------------------------------------- | -------------------- | ------------------------------------------- |
| 22         | 1         | Beyond the Corona Walls                    | Die Reise beginnt                        | 24. Juni 2018        | 6. Okt. 2018 (Teil 1) 7. Okt. 2018 (Teil 2) |
| 23         | 2         | The Return of Quaid                        | Die Rückkehr des Sheriffs                | 1. Juli 2018         | 13. Okt. 2018                               |
| 24         | 3         | Goodbye and Goodwill                       | Ein Fest für alle                        | 8. Juli 2018         | 14. Okt. 2018                               |
| 25         | 4         | Forest of No Return                        | Wald ohne Wiederkehr                     | 15. Juli 2018        | 20. Okt. 2018                               |
| 26         | 5         | Freebird                                   | So frei wie ein Vogel                    | 22. Juli 2018        | 21. Okt. 2018                               |
| 27         | 6         | Vigor the Visionary                        | Vigor, der Hellseher                     | 29. Juli 2018        | 27. Okt. 2018                               |
| 28         | 7         | Keeper of the Spire                        | Die Wächterin der Turmspitze             | 5. Aug. 2018         | 28. Okt. 2018                               |
| 29         | 8         | King Pascal                                | Der große Lizardus                       | 12. Aug. 2018        | 3. Nov. 2018                                |
| 30         | 9         | There's Something About Hook Foot          | Falsches Spiel                           | 19. Aug. 2018        | 4. Nov. 2018                                |
| 31         | 10        | Happiness Is…                              | Ein Mittel gegen Heimweh                 | 26. Aug. 2018        | 9. Feb. 2019                                |
| 32         | 11        | Max and Eugene in "Peril on the High Seas" | Max und Eugene in "Gefahr auf hoher See" | 3. März 2019         | 10. Feb. 2019                               |
| 33         | 12        | Curses!                                    | Vigors Fluch                             | 10. März 2019        | 16. Feb. 2019                               |
| 34         | 13        | The Eye of Pincosta                        | Das Auge von Pincosta                    | 10. März 2019        | 17. Feb. 2019                               |
| 35         | 14        | Rapunzel and the Great Tree                | Die Macht des Mondsteins                 | 17. März 2019        | 24. Feb. 2019                               |
| 36         | 15        | The Brothers Hook                          | Die Gebrüder Haken                       | 24. März 2019        | 3. März 2019                                |
| 37         | 16        | Rapunzel: Day One                          | Alles auf Anfang                         | 24. März 2019        | 2. März 2019                                |
| 38         | 17        | Mirror, Mirror                             | Spieglein, Spieglein                     | 31. März 2019        | 9. März 2019                                |
| 39         | 18        | You're Kidding Me!                         | Kein Kinderspiel                         | 31. März 2019        | 10. März 2019                               |
| 40         | 19        | Rapunzeltopia                              | Der Zauberbann                           | 7. Apr. 2019         | 20. Apr. 2019                               |
| 41         | 20        | Lost and Found                             | Ein Affe, Rätsel und andere Wege         | 7. Apr. 2019         | 21. Apr. 2019                               |
| 42         | 21        | Destinies Collide                          | Die Wege des Schicksals                  | 14. Apr. 2019        | 22. Apr. 2019                               |

### Staffel 3
| Nr. (ges.) | Nr. (St.) | Originaltitel                       | Deutscher Titel                      | Erstausstrahlung USA | Deutschsprachige Erstausstrahlung           |
| ---------- | --------- | ----------------------------------- | ------------------------------------ | -------------------- | ------------------------------------------- |
| 43         | 1         | Rapunzel's Return                   | Rapunzels Rückkehr                   | 7. Okt. 2019         | 7. März 2020 (Teil 1) 8. März 2020 (Teil 2) |
| 44         | 2         | Return of the King                  | Die Rache der Stabbington-Brüder     | 8. Okt. 2019         | 14. März 2020                               |
| 45         | 3         | Who's Afraid of the Big, Bad Wolf?  | Wer hat Angst vorm bösen Wolf?       | 9. Okt. 2019         | 15. März 2020                               |
| 46         | 4         | The Lost Treasure of Herz Der Sonne | Das Vermächtnis von König Sonnenherz | 10. Okt. 2019        | 21. März 2020                               |
| 47         | 5         | No Time Like the Past               | Zeitreisen                           | 11. Okt. 2019        | 22. März 2020                               |
| 48         | 6         | Beginnings                          | Freundschaft über 7 Runden           | 15. Okt. 2019        | 28. März 2020                               |
| 49         | 7         | The King and Queen of Hearts        | König und Königin der Herzen         | 16. Okt. 2019        | 29. März 2020                               |
| 50         | 8         | Day of the Animals                  | Tag der Tiere                        | 17. Okt. 2019        | 4. Apr. 2020                                |
| 51         | 9         | Be Very Afraid!                     | Visionen                             | 18. Okt. 2019        | 5. Apr. 2020                                |
| 52         | 10        | Pascal's Dragon                     | Das Drachenbaby                      | 12. Jan. 2020        | 11. Apr. 2020                               |
| 53         | 11        | Islands Apart                       | Der Wunschbrunnen                    | 19. Jan. 2020        | 11. Apr. 2020                               |
| 54         | 12        | Cassandra's Revenge                 | Cassandras Rache                     | 26. Jan. 2020        | 6. Nov. 2020                                |
| 55         | 13        | Race to the Spire                   | Die Gedankenfalle                    | 2. Feb. 2020         | 6. Nov. 2020                                |
| 56         | 14        | A Tale of Two Sisters               | Eine Geschichte zweier Schwestern    | 9. Nov. 2020         | 6. Nov. 2020                                |
| 57         | 15        | Flynnpostor                         | Der Hochstapler                      | 16. Feb. 2020        | 6. Nov. 2020                                |
| 58         | 16        | Once a Handmaiden…                  | Ein letzter Versuch                  | 23. Feb. 2020        | 6. Nov. 2020                                |
| 59         | 17        | Plus Est En Vous                    | Plus Est En Vous                     | 1. März 2020         | 6. Nov. 2020                                |